# Mohamed Bousaïd
Ne doit pas être confondu avec Mohamed Boussaïd.
Mohamed Bousaïd (arabe : محمد بوسعيد) est un haut fonctionnaire et homme politique tunisien. Il occupe le poste de ministre du Commerce et du Développement des exportations de septembre 2020 à octobre 2021.

## Biographie
Après avoir fait des études à l'École nationale d'administration et à l'École nationale des douanes à Paris, il devient inspecteur des finances et conseiller des services publics.
Il a occupé plusieurs fonctions : chargé de mission auprès du ministre de l'Industrie et du Commerce, directeur de la promotion et de la restructuration du commerce extérieur, directeur des affaires administratives et financières au ministère du Tourisme et de l'Artisanat ou encore directeur général du commerce extérieur et chef de cabinet du ministre du Commerce.
De plus, il a été PDG de l'Office national de l'artisanat et de la Société nouvelle d'impression, de presse et d'édition.
Le 2 septembre 2020, il est nommé ministre du Commerce et du Développement des exportations dans le gouvernement de Hichem Mechichi.